# Boarmia postalbida
Boarmia postalbida är en fjärilsart som beskrevs av Eugen Wehrli 1924. Boarmia postalbida ingår i släktet Boarmia och familjen mätare. Inga underarter finns listade i Catalogue of Life.